# Traqueobronquite aguda
Traqueobronquite aguda é doença do aparelho respiratório caracterizada pela inflamação dos brônquios. Ocorre deste modo uma excessiva produção de muco e os brônquios ficam mais estreitos. A traqueobronquite aguda ainda impede o correto funcionamento dos cílios, que possuem a função de remover o acúmulo de secreções. A maior causa da doença são infecções virais, mas também pode ocorrer por algumas bactérias como Mycoplasma pneumoniae, Chlamydophila pneumoniae e Bordetella pertussis. Esta doença também pode ocorrer em animais.

## Sintomas
- Tosse (variável quanto ao pus e expectoração)
- Sinusite
- Possível crise de asma
- Obstrução fluxo aéreo
- Possível Febre
- Dor no corpo e cabeça